# Římskokatolická farnost Růžďka
Římskokatolická farnost Růžďka je územní společenství římských katolíků s farním kostelem svatého Bartoloměje v děkanátu Vsetín. 

## Historie farnosti
O Růžďce, která patří k nejstarším obcím vsetínského panství, existuje první zmínka k 24. červnu 1505 (Ruozdczka). Tehdy byla do zemských desk v Olomouci zapsána smlouva, která je prvním svědectvím o přináležitosti obce k vsetínskému panství. K němu přináležela až do roku 1848. V polovině 17. století se od Růžďky oddělila obec Bystřička. Farní kostel byl postaven roku 1807.

## Duchovní správci
Od července 2009 zde působí jako administrátor excurrendo R. D. Mgr. Karel Hořák. Toho s platností od července 2018 vystřídal R. D. Mgr. Jerzy Piotr Szwarc.

## Bohoslužby
| Kostel              | Místo  | Bohoslužba (den) | Hodina     | Poznámka     |
| ------------------- | ------ | ---------------- | ---------- | ------------ |
| svatého Bartoloměje | Růžďka | neděle čtvrtek   | 7.10 17.10 | farní kostel |

## Aktivity ve farnosti
Na území farnosti se pravidelně pořádá tříkrálová sbírka. V roce 2017 se při ní v Růžďce vybralo 44 309 korun a v Bystřičce 14 659 korun. 